# Asenray
Asenray (limburgisch Azerao, deutsch veraltet Asenrath) ist ein niederländisches Dorf mit 1180 Einwohnern (Stand: 1. Januar 2024), das heute zur Stadt Roermond gehört. Bis 1959 war es Teil von Maasniel und wurde dann mit diesem nach Roermond eingemeindet. 

## Lage
Asenray liegt im ländlichen Gebiet zwischen Roermond und der Grenze nach Deutschland. Seit 2008 ist es an das internationale Fernstraßennetz angeschlossen. Die bedeutendsten Straßen sind im Westen die A73, im Norden die N280-Ost und einen Kilometer entfernt, die BAB 52. Asenray ist aus Roermond über den Laatweg und über Boukoul/Swalmen zu erreichen. Umliegende Ortschaften sind Maalbroek, Straat, Spik und Thusershof.
Nahe der Grenze lag bis 2002 die RAF-Basis RAF Brüggen. Die britischen Düsenjäger stiegen über Asenray auf, weshalb das Dorf lange Jahre mit Fluglärm zu kämpfen hatte und dort nicht gebaut geworden konnte.
Längs des Dorfes läuft der Maasnielderbach.

## Gebäude
Asenray ist ein kleines Dorf und hat eine Kirche, ein Gemeindehaus und ein Café. Die Kirche wurde 1931/32 nach dem Entwurf des Architekten Joseph Franssen errichtet. Sie wurde im Krieg beschädigt und nach dem Krieg in den Jahren 1947 bis 1948 wiederhergestellt und dabei vergrößert.